# هويرتا دي أريبا
هويرتا دي أريبا هي بلدية تقع في مقاطعة برغش، قشتالة وليون، إسبانيا. وفقًا لإحصاء السكان في سنة 2004 من طرف المعهد الإسباني الوطني للإحصائيات، توصّل أنّ البلدية يبلغ عدد سكانها 170 نسمة.